# Lijst van Tweede Kamerleden voor de Thorbeckianen
Een overzicht van alle voormalige Tweede Kamerleden voor de Thorbeckianen.
| Tweede Kamerlid                       | Begindatum        | Einddatum         |
| ------------------------------------- | ----------------- | ----------------- |
| S.H. Anemaet                          | 13 februari 1849  | 25 april 1853     |
| S.H. Anemaet                          | 19 september 1854 | 20 januari 1863   |
| Ph.J. Bachiene                        | 13 februari 1849  | 25 april 1853     |
| C.C.A. Beens                          | 20 september 1852 | 2 januari 1868    |
| G.H. Betz                             | 15 februari 1859  | 31 januari 1862   |
| Ch.A. de Bieberstein Rogalla Zawadsky | 20 september 1858 | 17 september 1871 |
| P. Blussé van Oud-Alblas              | 7 oktober 1850    | 25 april 1853     |
| P. Blussé van Oud-Alblas              | 15 september 1860 | 30 september 1866 |
| P. Blussé van Oud-Alblas              | 25 februari 1868  | 3 januari 1871    |
| P. Blussé van Oud-Alblas              | 17 september 1872 | 19 september 1875 |
| J.B. Bots                             | 13 februari 1849  | 14 september 1873 |
| J.P. Bredius                          | 28 februari 1871  | 14 september 1873 |
| I.Th. ter Bruggen Hugenholtz          | 13 februari 1849  | 27 februari 1865  |
| K.L.J. Cornelis                       | 20 september 1861 | 17 februari 1864  |
| K.L.J. Cornelis                       | 19 september 1864 | 30 september 1866 |
| K.L.J. Cornelis                       | 29 februari 1868  | 22 maart 1871     |
| J. Dam                                | 24 april 1866     | 28 juni 1875      |
| W.H. Dullert                          | 13 februari 1849  | 25 april 1853     |
| W.H. Dullert                          | 20 september 1854 | 30 september 1866 |
| W.H. Dullert                          | 11 december 1866  | 14 september 1873 |
| G. Dumbar                             | 8 mei 1862        | 14 september 1873 |
| D. van Eck                            | 13 februari 1849  | 14 september 1873 |
| G.A. Fokker                           | 15 februari 1849  | 19 augustus 1850  |
| G.A. Fokker                           | 27 februari 1865  | 16 september 1870 |
| J.A. de Fremery                       | 12 februari 1850  | 19 augustus 1850  |
| J.A. de Fremery                       | 11 maart 1851     | 25 april 1853     |
| W.Th. Gevers Deynoot                  | 20 september 1852 | 25 april 1853     |
| W.Th. Gevers Deynoot                  | 17 september 1856 | 18 september 1864 |
| N.R.H. Guljé                          | 24 april 1862     | 17 september 1871 |
| J. Heemskerk Bzn.                     | 13 februari 1849  | 25 april 1853     |
| J. Heemskerk Bzn.                     | 10 november 1853  | 28 september 1872 |
| W.R. van Hoëvell                      | 19 november 1849  | 30 juni 1862      |
| P.J.J. Hollingerus Pijpers            | 19 september 1864 | 19 september 1869 |
| W.H. Idzerda                          | 20 september 1858 | 31 oktober 1865   |
| W.H. Idzerda                          | 20 september 1869 | 14 september 1873 |
| F.J. Jespers                          | 13 februari 1849  | 30 september 1866 |
| A.F. Jongstra                         | 7 oktober 1850    | 25 april 1853     |
| J.J. van Kerkwijk                     | 4 maart 1863      | 14 september 1873 |
| L.E. Lenting                          | 2 maart 1868      | 14 september 1873 |
| Ch. de Limpens                        | 9 december 1850   | 25 april 1853     |
| Ch. de Limpens                        | 30 mei 1855       | 19 september 1858 |
| G.M. van der Linden                   | 13 februari 1849  | 25 april 1853     |
| G.M. van der Linden                   | 13 februari 1855  | 14 september 1873 |
| P.Th. van der Maesen de Sombreff      | 20 september 1864 | 14 september 1873 |
| K.A. Meeussen                         | 13 februari 1849  | 31 januari 1862   |
| S.A. de Moraaz                        | 13 februari 1849  | 25 april 1853     |
| J.J. van Mulken                       | 15 september 1862 | 10 augustus 1866  |
| A.S. van Nierop                       | 13 februari 1849  | 19 augustus 1850  |
| A.S. van Nierop                       | 12 mei 1852       | 25 april 1853     |
| A.S. van Nierop                       | 19 september 1864 | 30 september 1866 |
| N. Olivier                            | 13 april 1858     | 31 januari 1862   |
| N. Olivier                            | 18 september 1866 | 30 september 1866 |
| N. Olivier                            | 19 april 1869     | 11 november 1869  |
| J.H.H. de Poorter                     | 18 oktober 1850   | 30 september 1866 |
| K.A. Poortman                         | 13 februari 1849  | 25 april 1853     |
| K.A. Poortman                         | 21 april 1857     | 18 september 1866 |
| K.A. Rombach                          | 21 september 1869 | 17 september 1871 |
| B.W.A.E. Sloet tot Oldhuis            | 13 februari 1849  | 14 september 1860 |
| L.A.J.W. Sloet van de Beele           | 21 september 1848 | 6 oktober 1848    |
| L.D. Storm                            | 13 februari 1849  | 10 mei 1852       |
| L.D. Storm                            | 11 juli 1852      | 25 april 1853     |
| L.D. Storm                            | 27 juni 1853      | 2 juni 1859       |
| J.R. Thorbecke                        | 13 februari 1849  | 31 oktober 1849   |
| J.R. Thorbecke                        | 27 juni 1853      | 31 januari 1862   |
| J.R. Thorbecke                        | 14 maart 1866     | 3 januari 1871    |
| S.A. Verweij                          | 20 september 1852 | 25 april 1853     |
| R. Westerhoff                         | 13 februari 1849  | 14 september 1873 |
| B. Wichers                            | 13 februari 1849  | 22 september 1851 |
| B. Wichers                            | 20 september 1859 | 22 augustus 1863  |
| P.F.E. van Wintershoven               | 20 september 1852 | 12 maart 1855     |
| P.F.E. van Wintershoven               | 17 september 1856 | 18 september 1864 |
| J.P.P. van Zuylen van Nijevelt        | 13 februari 1849  | 16 oktober 1852   |
| J.P.P. van Zuylen van Nijevelt        | 18 september 1854 | 19 september 1858 |
| J.F. Zijlker                          | 13 februari 1849  | 2 januari 1868    |